# Bibliothèque Pascal
Bibliothèque Pascal é um filme de drama húngaro de 2009 dirigido e escrito por Szabolcs Hajdu. Foi selecionado como representante da Hungria à edição do Oscar 2010, organizada pela Academia de Artes e Ciências Cinematográficas.

## Elenco
- Orsolya Török-Illyés - Mona
- Andi Vasluianu - Viorel
- Shamgar Amram - Pascal
- Razvan Vasilescu - Gigi Paparu
- Oana Pellea - Rodica
- Tibor Pálffy - Saxofonista
- Florin Piersic Jr.
- Mihai Constantin - Gicu